# 大华银行
大華銀行（英語：United Overseas Bank），是一間總部設於新加坡的跨國銀行，其分行多遍佈於東南亞國家。大華銀行於1935年由砂拉越商人黃慶昌與其他華裔商人於新加坡創立，該行目前在新加坡設有68間分行，在泰國與印尼也設有上百間據點，在亞太地區、西歐及北美洲19個國家及地區共設有超過500個分行與辦事處。在總資產價值上，大華銀行是東南亞第三大銀行。

## 歷史

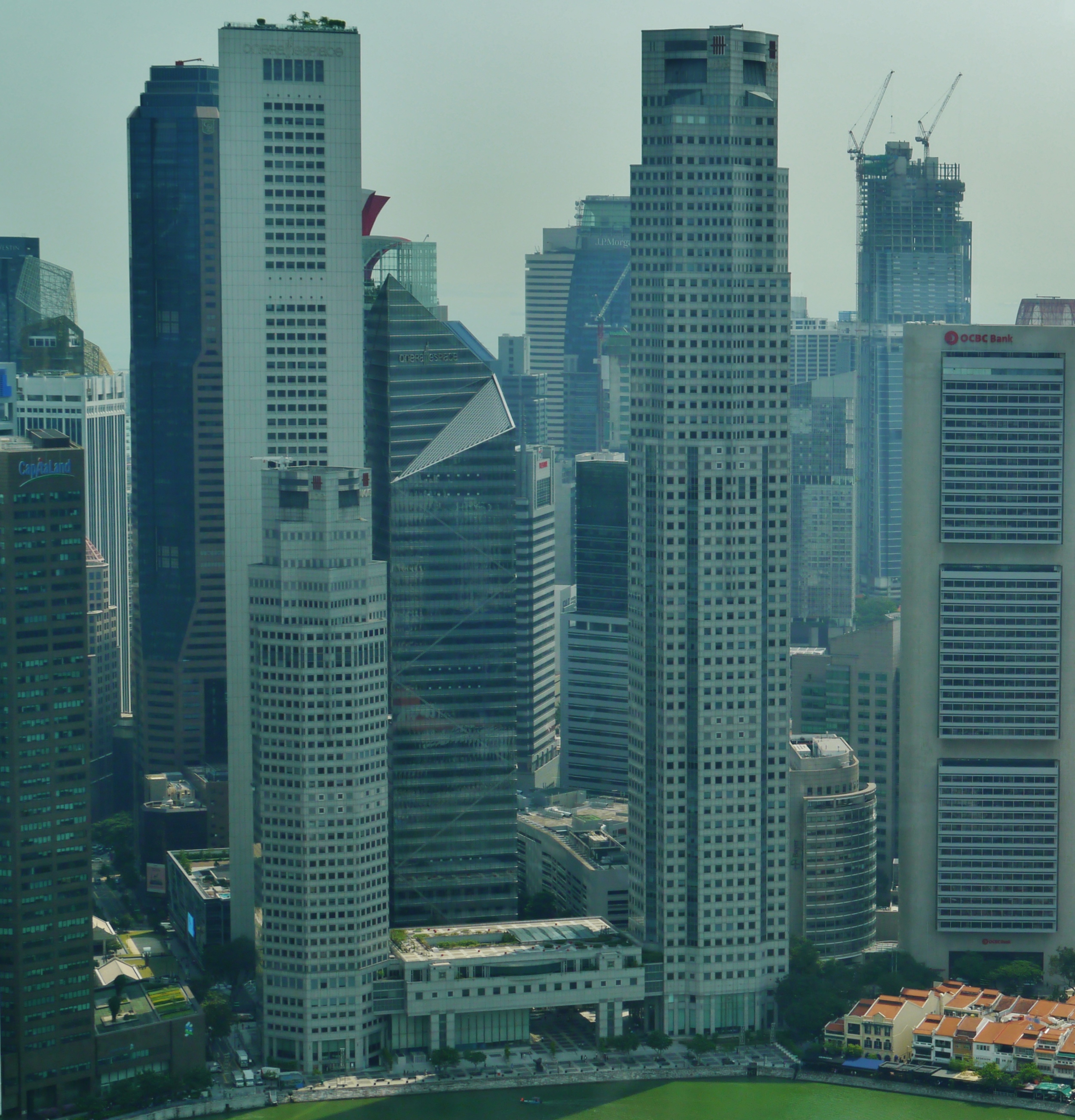
大華銀行大廈為該行總部，分為兩棟並以裙樓連結

1935年8月6日，華裔商人黃慶昌與他的六個朋友集資100萬叻幣成立大華銀行。大華銀行名稱是用來強調連繫當地華人的目的，英文行名為United Chinese Bank。1935年10月，大華銀行在萊佛士坊的蒙咸大廈正式開業。1965年，大華銀行在香港成立其第一間海外分行，同年因英文行名與香港中國聯合銀行相同，遂改為 United Overseas Bank。
1970年，大華銀行在馬來西亞證券交易所上市。在其上市之後，大華銀行進行了一系列的收購計劃。1971年，大華銀行收購崇僑銀行，增加新加坡分行的數目，並擴充了在馬來西亞和香港的業務。1973年，大華銀行亦收購了在馬來西亞和新加坡從事銀行業務的利華銀行。同年，大華銀行在蒙咸大廈原址興建一幢樓高30層的辦公大樓，並命名為大華銀行大廈（今大華銀行大廈二座）。其後，大華銀行又分別在1984年和1999年收購了遠東銀行、菲律宾威士茂银行和泰国汇宝银行。其後，大華銀行在2001年以100億新加坡元的價格收購华联银行。
2000年，大華銀行附屬的大華證券經紀公司與繼顯控股合併成大華繼顯。
2002年，大華銀行在中國上海設立分行，並將位處北京的辦事處升格為分行，以擴充中國市場。
2022年1月14日，马来西亚分行的大华银行成功收购马来西亚的花旗集团。并在于2022年9月14日获得马来西亚国家银行的批准，将向高庭申请资产转移令，再将花旗的消费银行资产和负债转移予马来西亚大华银行。

## 股東
截至2021年3月2日，大華銀行的前八大股東為：
| 排名 | 股東                                | 股數        | %*    |
| ---- | ----------------------------------- | ----------- | ----- |
| 1    | Citibank Nominees Singapore Pte Ltd | 299,251,775 | 17.89 |
| 2    | DBS Nominees (Private) Limited      | 296,347,795 | 17.72 |
| 3    | DBSN Services Pte. Ltd              | 142,732,624 | 8.53  |
| 4    | Wee Investments (Pte) Limited       | 133,278,368 | 7.97  |
| 5    | HSBC (Singapore) Nominees Pte Ltd   | 93,313,322  | 5.58  |
| 6    | Wah Hin and Company Private Limited | 86,676,076  | 5.18  |
| 7    | Tai Tak Estates Sendirian Berhad    | 68,800,000  | 4.11  |
| 8    | Raffles Nominees (Pte.) Limited     | 50,346,588  | 3.01  |
| 9    | UOB Kay Hian Private Limited        | 42,706,097  | 2.55  |
| 10   | C Y Wee & Co Pte Ltd                | 37,781,750  | 2.26  |

*佔比乃根據公司已發行普通股總數計算，不包括庫存股及附屬公司持股。

## 國際業務

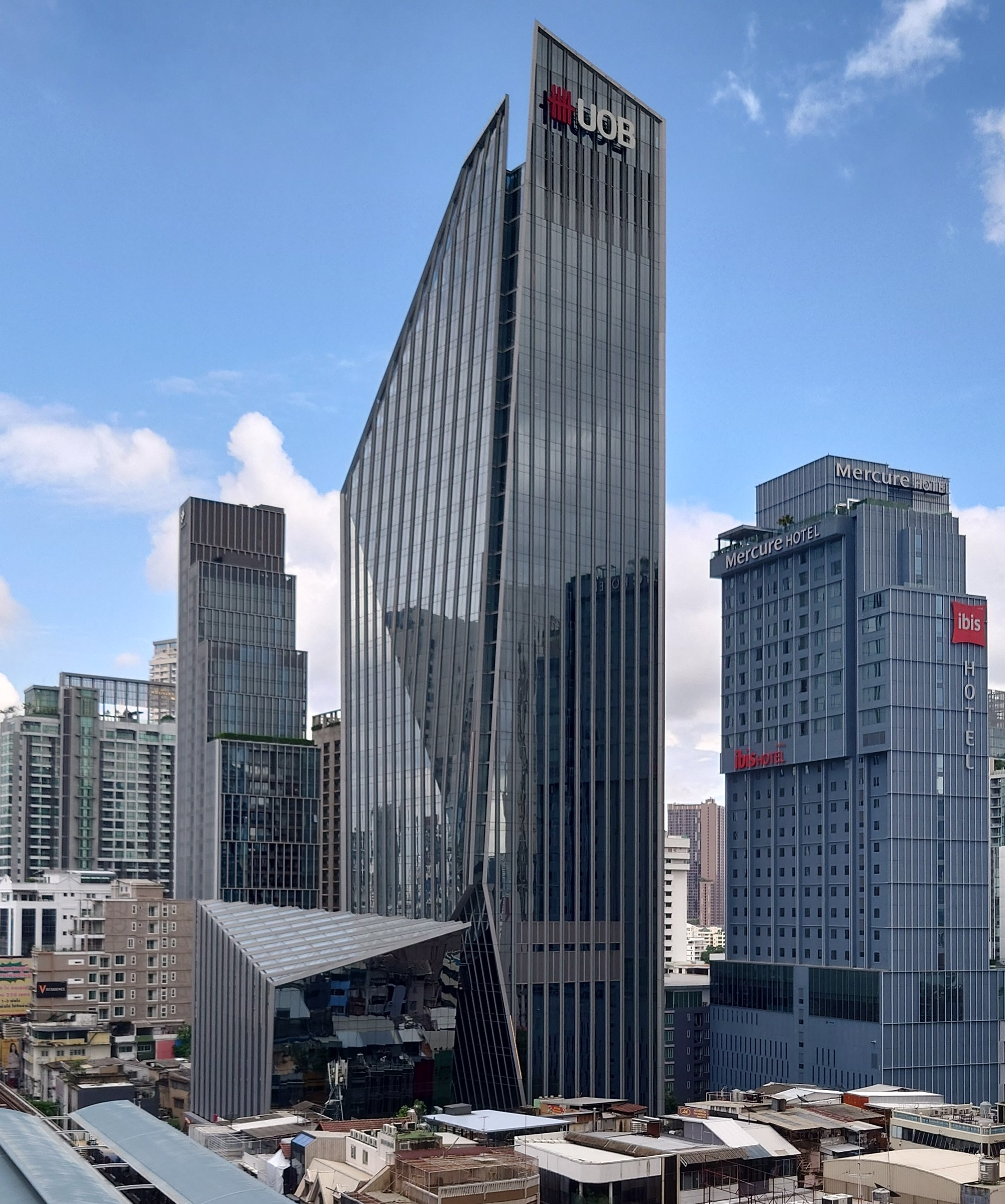
曼谷大華銀行廣場，為該行泰國總部

### 澳洲
1986年，大華銀行在MLC中心建立其在澳洲的第一個分行。大華銀行亦在墨爾本和布里斯本設立辦事處，並提供商業銀行服務，包括往來戶口、存款、貸款、资产融资、贸易融资、结构性融资、现金管理及跨境支付業務。

### 汶萊
大華銀行在汶萊的業務原是1974年華聯銀行在當地創立的業務。2002年1月，華聯銀行被大華銀行收購後，大華銀行接收華聯銀行在汶萊的業務。2005年10月1日，大華銀行在斯里巴加灣市的分行搬遷。
2015年，大華銀行以6504.4萬新加坡元的價格將其汶萊零售銀行業務出售給佰度瑞银行。佰度瑞银行在此次收購前已負責大華銀行在汶萊的資產管理業務，並向個人、團體及公司提供投資管理經驗。

### 中國大陸
大華銀行在1984年北京建立其在中國大陸第一家辦事處。2007年12月18日，大華銀行（中國）在上海成立。大華銀行在中國大陸有17間分行或支行，位處上海、北京、沈阳、深圳、天津、廈門、杭州、成都、廣州、蘇州、重慶和昆明等主要城市，提供零售及批发银行业务。
2019年7月16日申能集團與大華銀行在上海合資成立「申能消費金融有限公司」，合資公司初期註冊資本為5億元，申能集團與大華銀行分別持股80.1%和19.9%。
2025年2月，大华银行中国宣布将其个人业务转让予富邦华一银行。

### 香港
大華銀行在1965年在香港建立其首間海外分行，主要從事贸易融资及企業银行業務。大華銀行在香港有3家分行，其中最大的分行提供全面個人及公司銀行服務。

### 臺灣
大華銀行於1992年成立臺灣辦事處，1995年升級為分行。臺北分行目前位於國泰置地廣場。

### 日本
大華銀行（日本）成立於1972年12月，提供批發服務，包括企業銀行業務、債務證券投資、資金、貿易融資、活期賬戶和紙幣交易。大華銀行在東京有1家分行。當大華銀行於2002年收購OUB時，銀行在東京的業務也於2002年整合。

### 緬甸
大華銀行於2015年5月4日在緬甸開設仰光分行。

## 流動銀行服務
2011年12月，大華銀行推出免費手提電話應用程式，允許所有大華銀行客戶匯款至所有可在大華銀行自動櫃員機提款的收款人。該項程式最初只在蘋果App Store發佈，其後安卓和黑莓手機的用戶亦可使用該應用程式。

## 外部連結
- 大華銀行 （页面存档备份，存于）
- 大華銀行（臺灣臺北） （页面存档备份，存于）
- 大華銀行（香港） （页面存档备份，存于）
- emirates nbd swift code） （页面存档备份，存于）